# Audi Coupé
Audi Coupé — спортивне купе від компанії Audi, збудоване на основі Audi 80, яке виготовлялось в двох поколіннях.
Перше покоління Audi Coupe з індексом B2 випускався з 1980 по 1988 рік, в 1984 році його модернізували.
Друге покоління Audi Coupe з індексом B3 виготовлялось з 1988 по 1996 рік. Купе B3 також лягло в основу Audi Cabriolet, що виготовлявся з 1991 по 2000 рік. Після модернізації в 1991 році, він отримав позначення тип 8B.
Топ-модель B3, Audi Coupe S2, є однією з варіантів моделі Audi S2 і розвивала потужність 161 кВт (220 к.с.), пізніше 169 кВт (230 к.с.) і досягала максимальної швидкості 248 км/год. Вона конкурувала з BMW M3.
З 1970 по 1976 рік під назвою Audi 100 Coupé S виготовлялось купе на базі першої Audi 100.

## Coupé B2

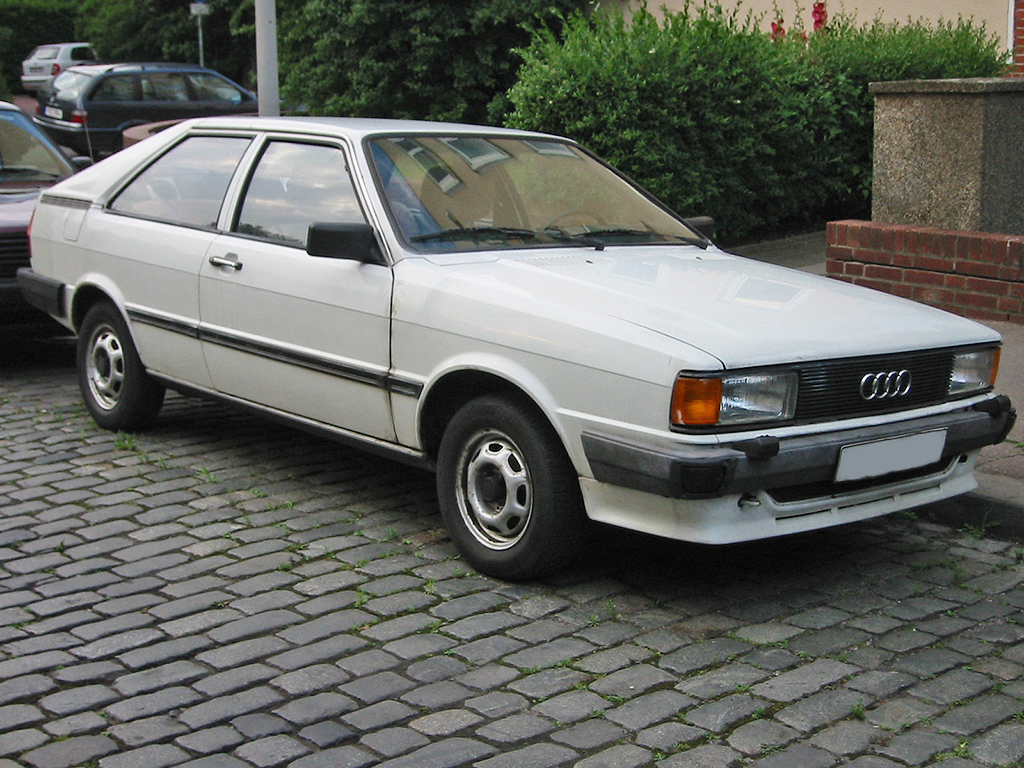
Audi Coupé B2, 1980 - 1984; тип 81

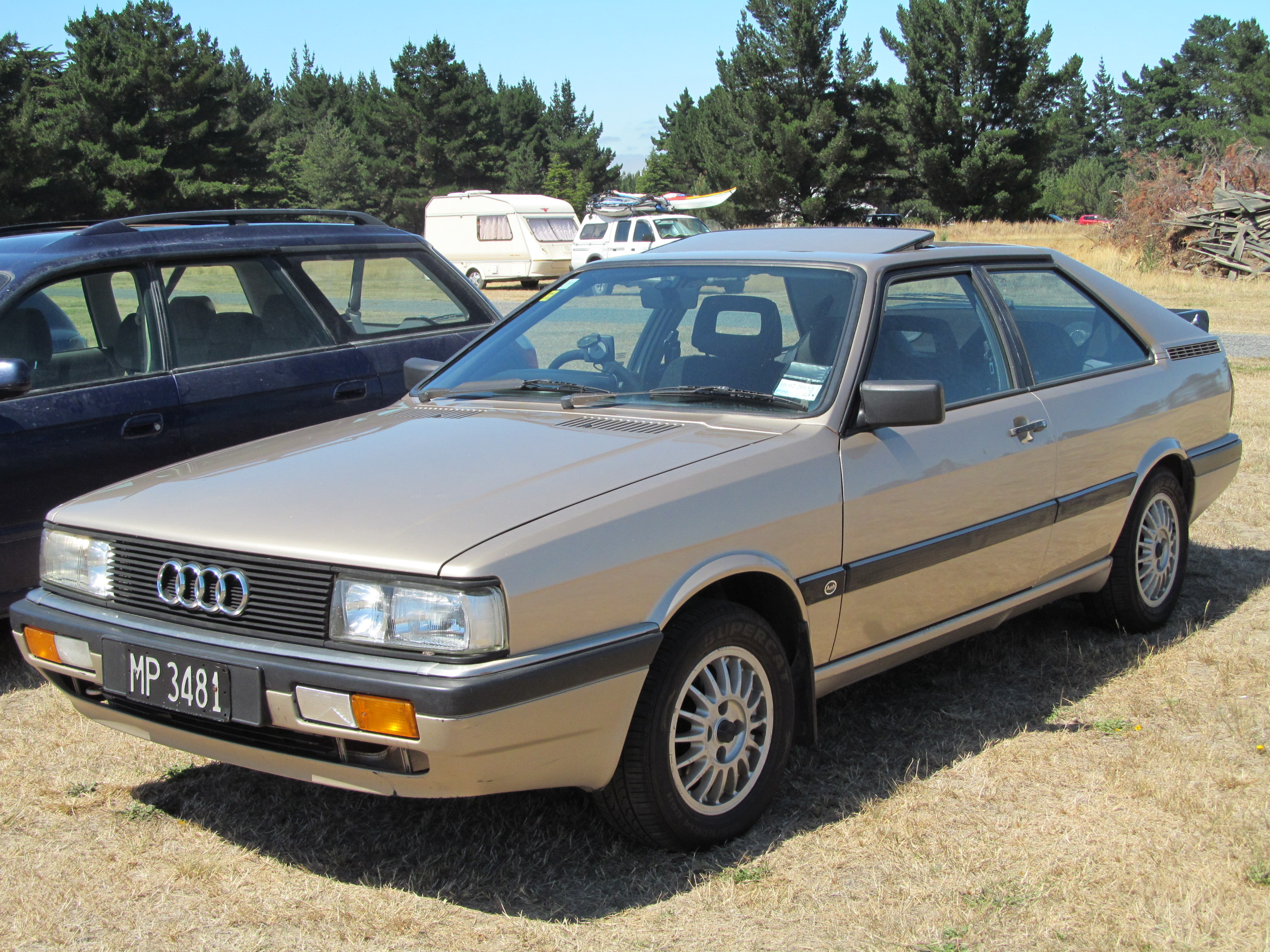
Audi Coupé B2, 1984 - 1988; тип 81

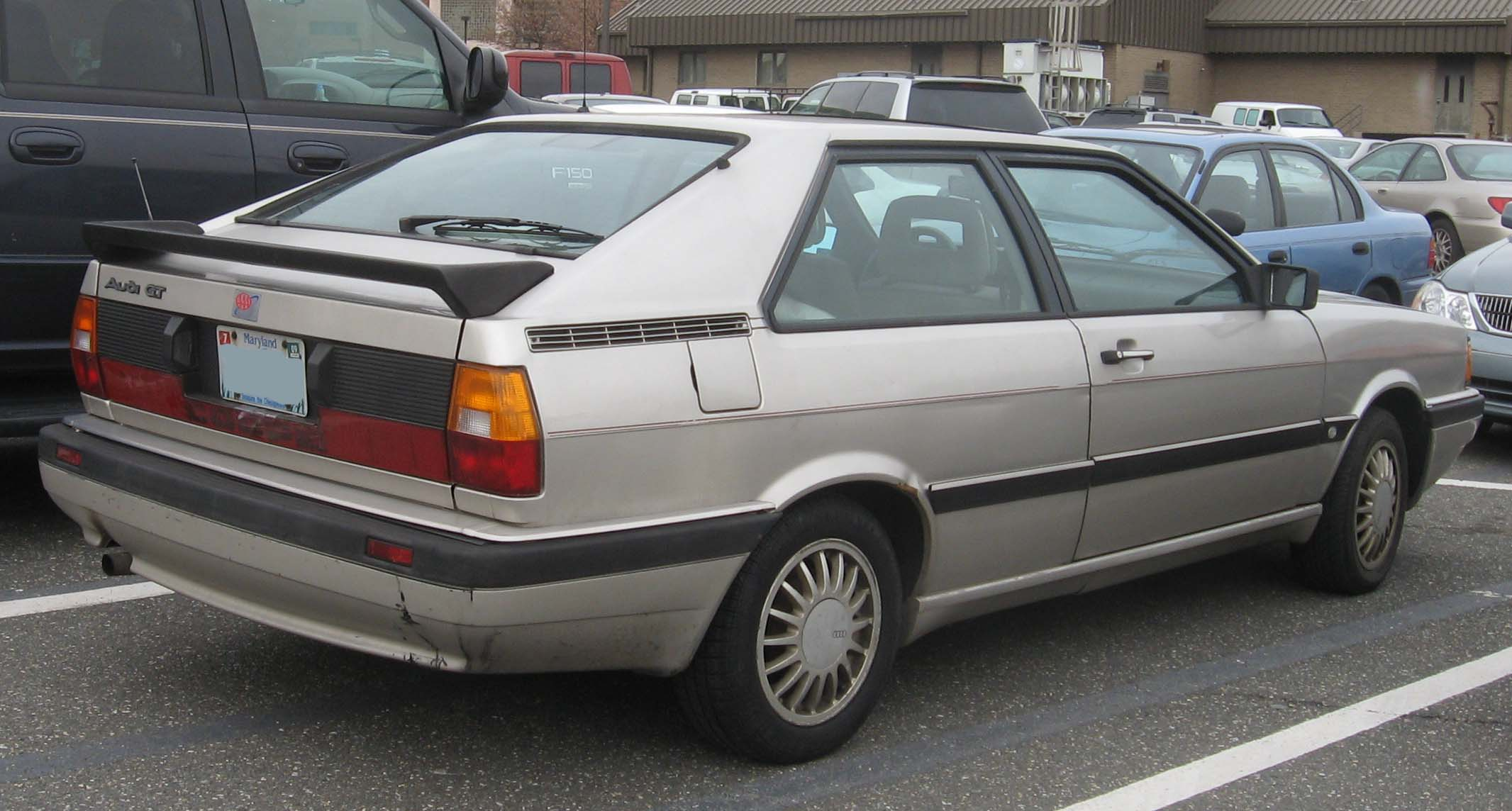

Дводверне купе Audi Coupé (B2, Typ 81/85) вироблялося з 1980 по 1988 рік. Його пропонували як менш дорогу версію Audi Quattro без турбокомпресора та повного приводу. Пізніше в якості опції було додано quattro (Typ 85). Typ 81 був внутрішнім кодом моделі для Audi Coupé з переднім приводом.
Coupe, вперше показане на Паризькому салоні 1980 року, відрізнявся формою кузова, як у Quattro, але без крила ножа, що є у дорожчого автомобіля. Механічно найбільші відмінність від Quattro полягали у використанні 1,9-літрового бензинового карбюраторного двигуна, 2,0-, 2,1-, 2,2-, або 2,3-літрових двигунів з вприскуванням палива і переднього приводу. Деякі менші купе також були оснащені 1,8-літровим чотирициліндровим двигуном з вприскуванням або карбюрацією, і вже в перший рік виробництва був доступний 1,6-літровий двигун "YN" потужністю 75 к.с. (55 кВт). 1.6 було єдиним Coupé, який не оснащувався чорним заднім спойлером.
Coupé було доступне як просто "Coupé" або GL (лише чотири циліндри), "Coupé GT" та "Coupé quattro" (без позначки GT). З 1986 року до кінця виробництва в кінці 1988 року Coupé GT також був доступний з 1,8-літровим PV/DZ 1,8-літровим PV/DZ з потужністю 110-112 к.с., взятим в Golf GTi. У минулому модельному році був доступний новий п'ятициліндровий циліндр "NG" 2309 куб.см, який пропонує 136 к.с. (100 кВт) при 5600 об/хв. Цей двигун став доступним у 1987 році для останнього з Audi Coupé, проданого в США, де він розвивав 130 к.с. (97 кВт) при 5700 об/хв, на відміну від 110 к.с. (82 кВт) при 5500 об/хв, доступних від 2,2-літрової п'яти який використовувався для 1985 модельного року. Coupé спочатку продавалося у США наприкінці модельного року 1981 року з п'ятициліндровим 2144 куб.см потужністю 100 к.с. (75 кВт), що також використовувався в 5000 (Audi 100).
На 1983 модельний рік європейські моделі перейшли від двох окремих фарів до великих інтегрованих агрегатів Bosch. Крім зміни зовнішнього вигляду, це також забезпечило покращену аеродинаміку та краще освітлення.
Оновлене купе, представлене після німецьких промислових свят восени 1984 року, отримало нову, злегка похилу радіаторну решітку та фари, великий бампер, із вбудованими прожекторами та поворотами, пластикові кришки підвіконня та великий задній спойлер від Audi Quattro. Ці зміни знизили коефіцієнт опору до 0,36. Також була представлена нова приладова панель, як і новий інтер'єр. GL та стандартні версії були скасовані для модельного року 1987 року, і всі купе FWD відтоді називалися "Coupé GT".
На 1986 модельний рік Coupé (як і всі Audi) були доступні з більш каталізованими варіантами двигуна. Також весь діапазон B2 (Audi 80/90/Coupé) отримав вихлопи з нержавіючої сталі (як мінімум для європейських ринків).

### Двигуни
- 1595 cc YN I4
- 1781 cc DD-DZ I4
- 1921 cc WN I5
- 1994 cc HP/JS/SK I5
- 2144 cc KE/KL I5
- 2226 cc HY/JT/KV/KX I5
- 2309 cc NG I5

## Coupé B3

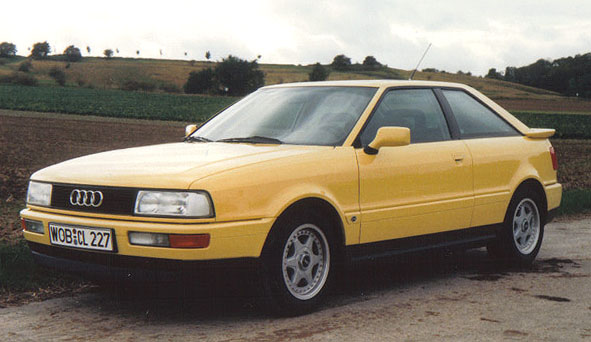
Audi Coupé B3, 1988 - 1991; тип 89

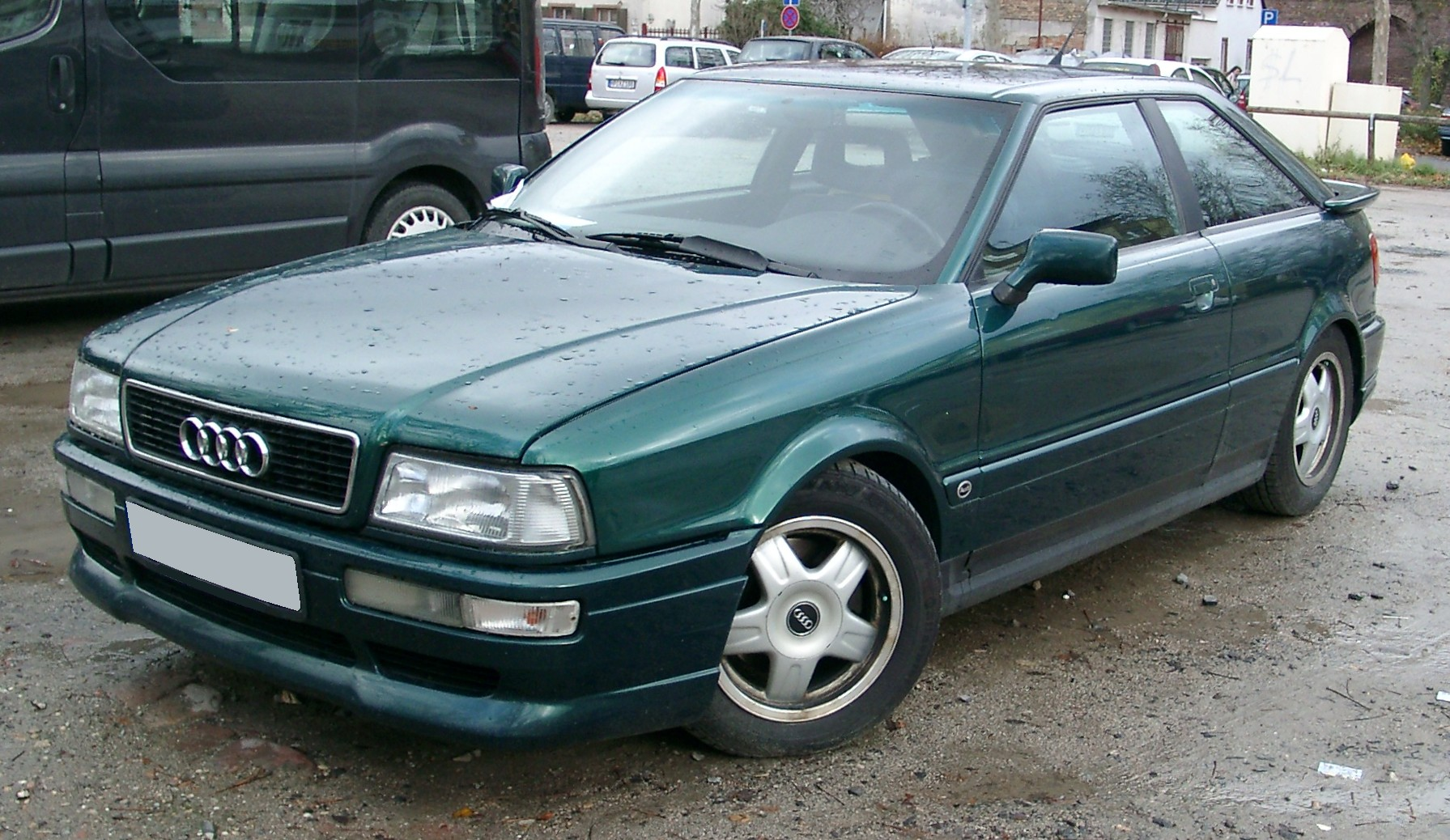
Audi Coupé B3, 1991 - 1996; тип 8B

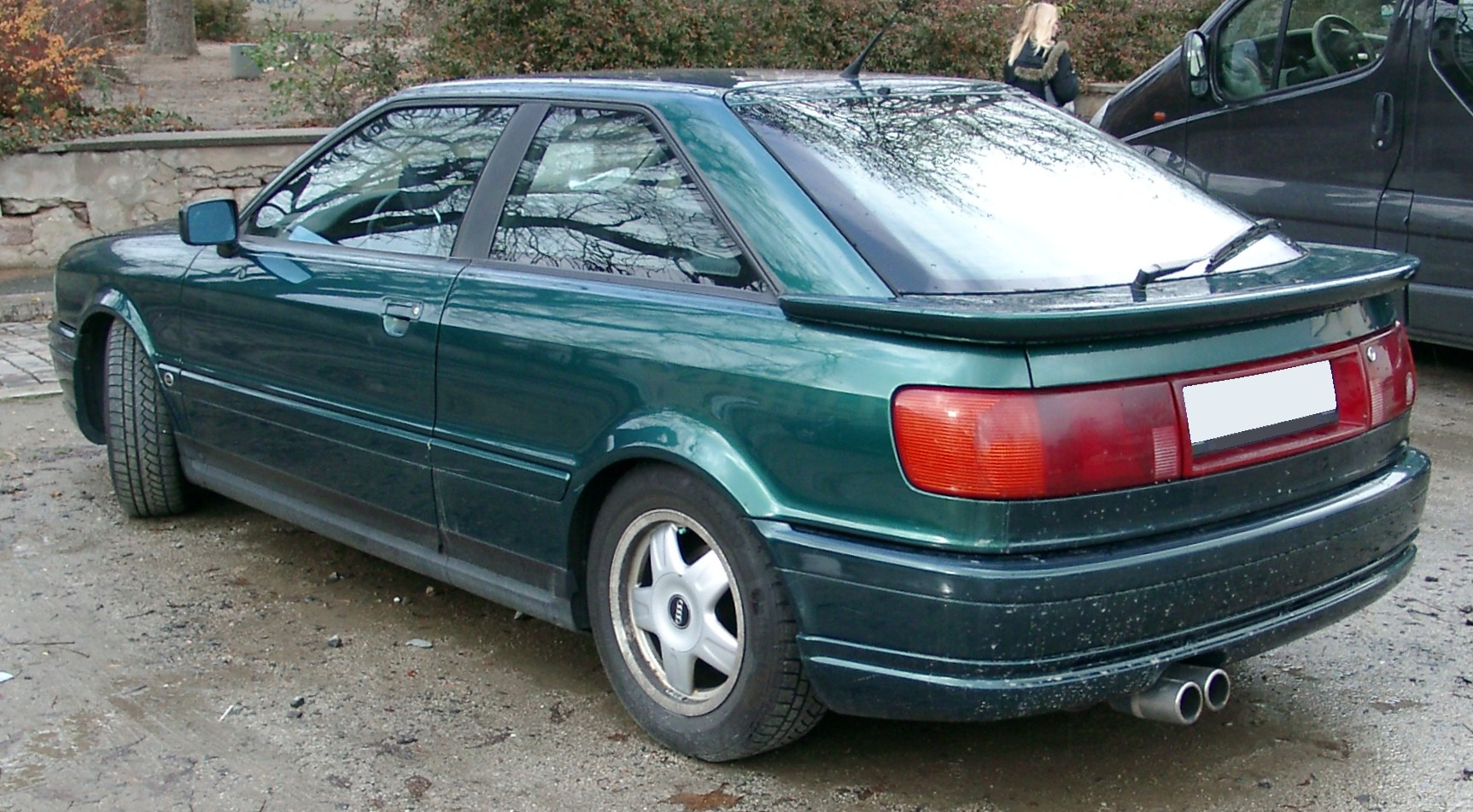
Audi Coupé B3, 1991 - 1996; тип 8B

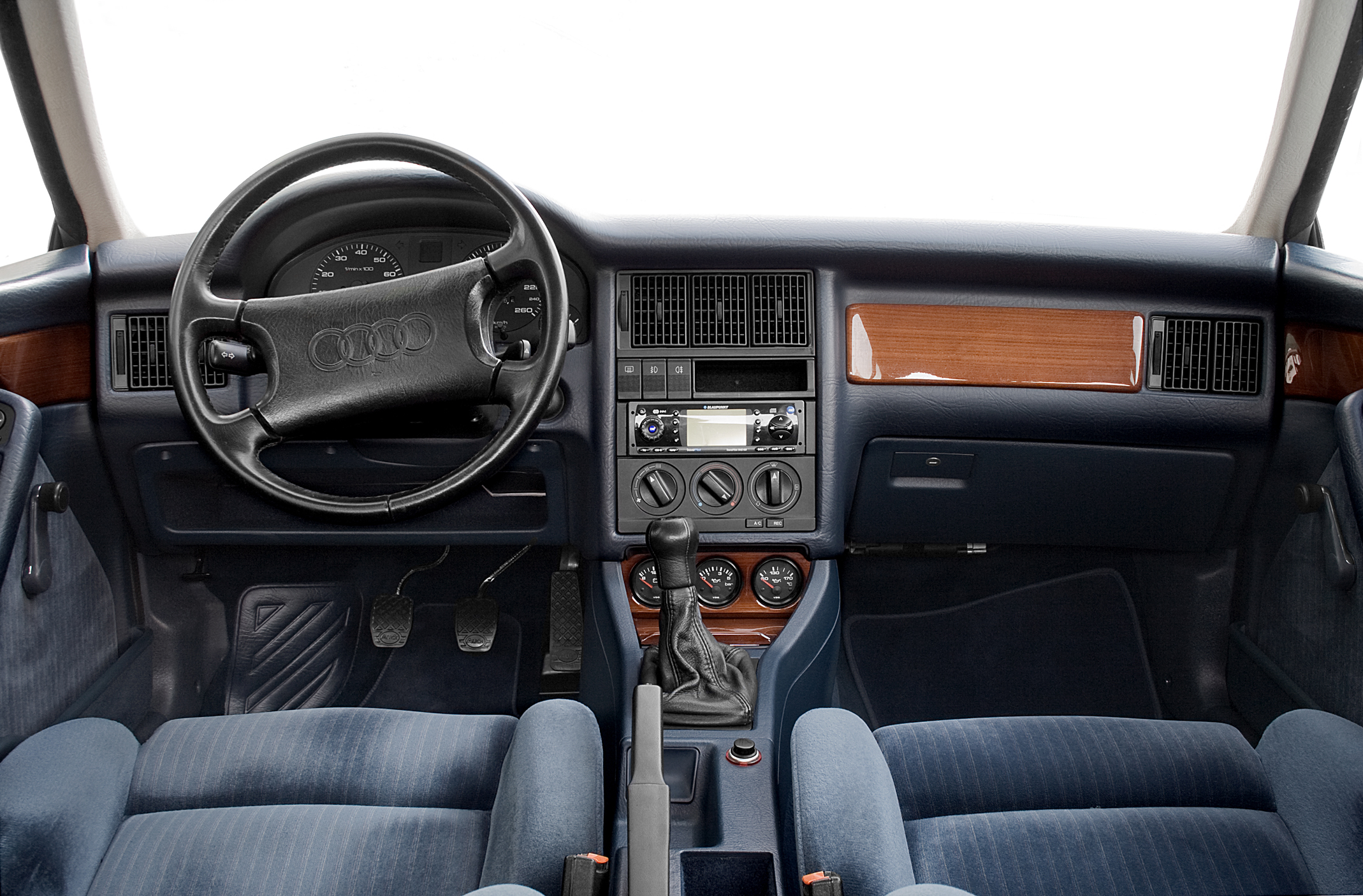

У жовтні 1988 року, після короткої перерви в Європі було представлено нове покоління Audi Coupé. Це покоління внутрішньо відоме як Typ 8B і є, фактично, автомобілем Typ 89 з кузовом седан з модифікованою задньою підвіскою та новою системою передньої підвіски, яке попередньо представило ті зміни, що повинні були з'явитися у Audi 80 B4. Спочатку автомобіль був доступний лише з десяти- або двадцятиклапанним двигуном 2.3E, до якого згодом приєднався 2.0E (85 кВт; 113 к.с.) 2.0E та ряд інших версій.
У лютому 1989 року в Італії надійшла в продаж 20-клапанна версія 2,0-літрового п'ятициліндрового двигуна. Це була єдина версія купе, що продавалася в Італії, де автомобілі об'ємом понад два літри зазнають високого податку. Його не пропонували ніде, окрім Італії та Португалії, оскільки він ніколи не обладнувався каталізатором. Двигун виробляє потужність 160 к.с. (118 кВт), і ця модель виготовлялася до липня 1991 року. Ще одним, спеціально побудованим для деяких експортних ринків в той же період, був некаталізований 1,8-літровий рядний чотирьохциліндровий двигун потужністю 112 к.с. (82 кВт). На деяких ринках до кінця 1991 року також пропонувалася версія з п'ятициліндровим двигуном 2.2, зокрема у Великій Британії та Іспанії. У вересні 1990 року було представлено спортивну версію S2 Coupé, а через рік - більш розкішну 2.8-літрову V6.
В 1991 році Купе отримало подібні до Audi 80 B4 оновлення і залишилося у виробництві до грудня 1996 року. У версії купе не було прямої заміни, але його фактично замінило Audi TT Coupe (і родстер) першого покоління, продажі якого почалися у 1998 році, а з 2007 році було розпочато продажі прямого спадкоємця Audi A5.

### Двигуни
- 1781 cc DZ I4 (export)
- 1984 cc AAD/ABK/3A I4
- 1984 cc ACE 16V I4
- 1994 cc NM 20V I5 (export)
- 2226 cc KV I5 (export)
- 2226 cc 3B/ABY turbo 20V I5
- 2309 cc NG I5
- 2309 cc 7A 20V I5
- 2598 cc ABC V6
- 2774 cc AAH V6